# Delicado
Delicado è un brano musicale strumentale del compositore brasiliano Waldir Azevedo.

## Storia
Il brano fu pubblicato a novembre del 1950 nel 78 giri Delicado/Vê Se Gostas, e venne poi lanciato a febbraio 1951 durante il Carnevale. Successivamente, venne ripreso da moltissimi interpreti, diventando uno standard.
Nel 1952 il paroliere Jack Lawrence scrisse sulla musica un testo in inglese, e l'anno successivo Pierre Amel uno in francese.
Nel 1954 la canzone fu inserita nei titoli di testa del film Terza liceo di Luciano Emmer, mentre l'anno successivo venne incisa da Stan Kenton che la imparò dal suo chitarrista Laurindo de Almeida.
Nel 2019 la canzone è stata inserita nella versione di Percy Faith and His Orchestra nella colonna sonora del film The Irishman di Martin Scorsese.

## Cover
- 1951: Oscar Alemán in ottobre pubblica in Argentina una versione di Delicado per chitarra
- 1952: Percy Faith ne incide una versione con la sua orchestra
- 1952: Dinah Shore con l'orchestra di Henri Rene
- 1952: The Three Suns.
- 1952: Carmen Miranda in una versione con il testo in portoghese di Aloysio de Oliveira; la cantò anche nella sua ultima esibizione il 4 agosto 1955 durante lo show di Jimmy Durante
- 1955: Stan Kenton nell'album Popular Favorites by Stan Kenton.
- 1962: Dick Contino ne incide una versione per fisarmonica con l'orchestra di David Carroll nel suo album South American Holiday.
- 1981: Dr. John nell'album Dr. John Plays Mac Rebennack Vol. 1